# Emil Krieger

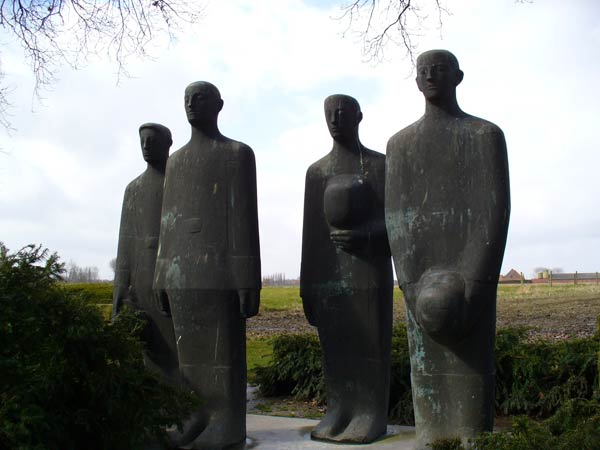
Emil Krieger: Trauernde Soldaten (Deutscher Soldatenfriedhof Langemark, Belgien)

Emil Krieger (* 8. September 1902 in Kaiserslautern; † 6. September 1979 in München) war ein deutscher Bildhauer und Graphiker.

## Ausbildung und künstlerische Laufbahn

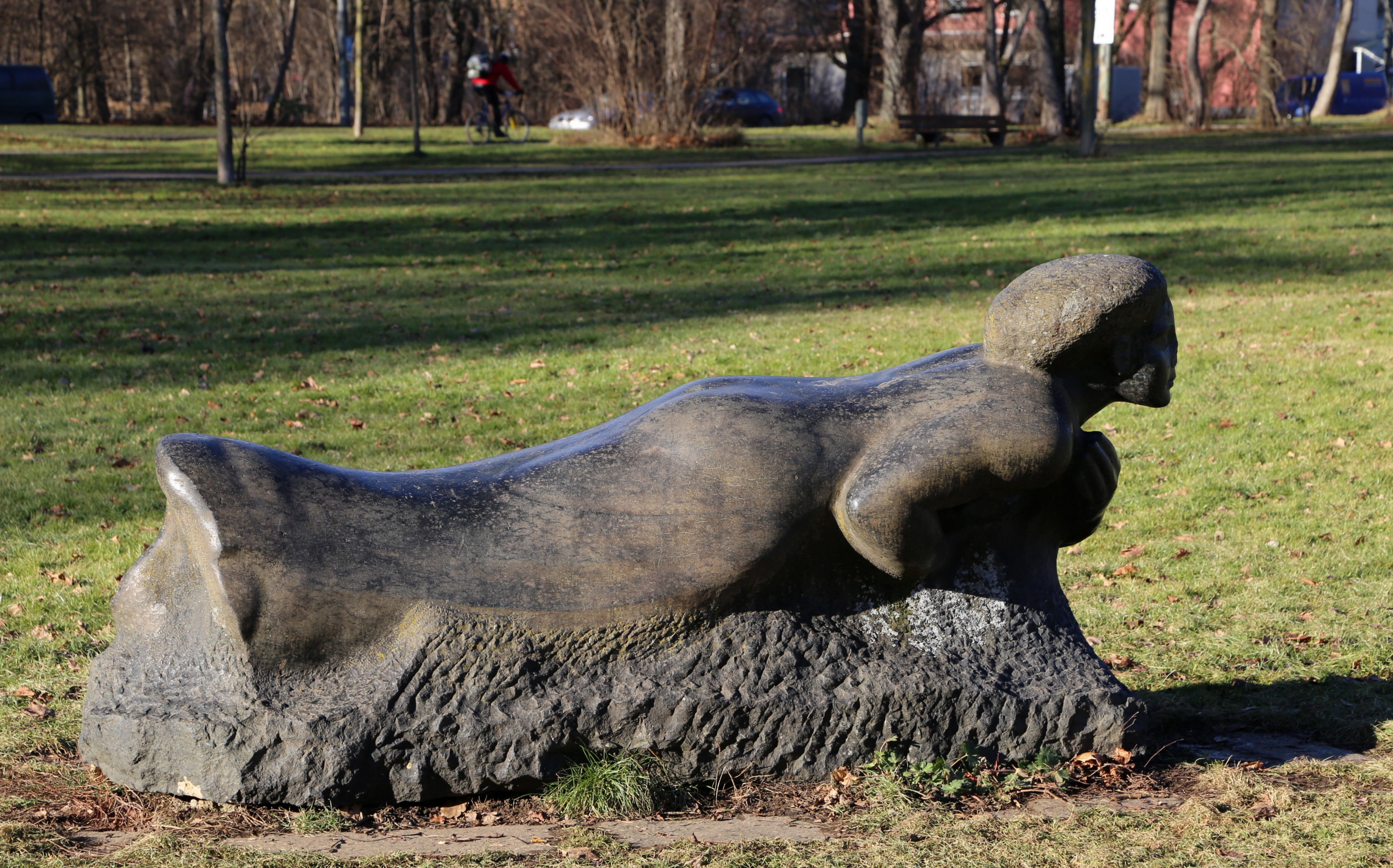
Isis, auf den Wellen schwimmend. Park Neuhofener Berg in München.

Emil Krieger durchlief seine handwerkliche Ausbildung an der Meisterschule in Kaiserslautern. Ab 1921 besuchte er die Kunstgewerbeschule in München. Seine Lehrer hier waren: Richard Riemerschmid, Adolf Schinnerer und Julius Diez. Von 1924 bis 1931 besuchte er die Akademie der Bildenden Künste in München, wo er Meisterschüler bei Josef Wackerle war. 1928 hatte er seine erste Ausstellung im Münchener Glaspalast. Im Jahr 1936 erhielt Krieger den Rompreis. Von 1946 bis 1977 hatte er einen Lehrauftrag für Aktzeichnen an der Akademie der Bildenden Künste in München inne. Im Jahr 1961 erhielt er den Schwabinger Kunstpreis.

## Werke
- Plastik „Isis auf den Wellen schwimmend“ (im Zweiten Weltkrieg stark beschädigt), heute in München-Sendling im Park auf dem Neuhofener Berg, ursprünglich auf einem Brunnen am Münchener Possartplatz (heute Shakespeareplatz) positioniert, Entstehungsjahr unbekannt
- 1940 Büste von Adolf Büger[2]
- 1944 Büste von Josef Bürckel (Gauleiter und Reichsstatthalter von Wien)
- 1952 Brunnen im Hof des bayrischen Innenministeriums, Odeonsplatz 3 (Maxvorstadt)
- 1952 Plastik „Kore“, Kurfürstliches Schloss Koblenz
- 1953 Büste von Heinrich Otto Wieland, am Chemischen Institut der Universität Freiburg im Breisgau und am Chemischen Institut der LMU München
- 1956 Vier Plastiken „Trauernde Soldaten“ auf dem Soldatenfriedhof von Langemark, Westflandern, Belgien
- 1965 Plastik „Diana“, Hallenbad Kaiserslautern